# ابراهیم خدایی
ابراهیم خدایی آماردان ایرانی و دانشیار دانشگاه تهران است. او مدتی رئیس سازمان سنجش آموزش کشور بود.

## تألیف
«نگاهی به آزمون نیمه متمرکز دکتری تخصصی در ایران» تهران/۱۳۹۲

«انتخاب رشته انتخاب آینده» تهران/۱۳۹۲